# 古川英利子
古川 英利子（ふるかわ えりこ、1989年8月26日 - ）は、東京都出身のタレント、モデル。サンミュージックブレーンに所属していた。

## 略歴・人物
元、ミュージカル集団・東京メッツのメンバー。メッツ最年少ながら、ラテンやジャズのダンス歴は8年のキャリアがある。
東京メッツ解散後、同じ団員たち5人で1日限定ユニット「OTOME⑤」を結成してライブを行なう。このOTOME⑤が後に音楽&ダンスユニット「hy4_4yh」となったのだが、そのユニット企画発動前に古川はOTOME⑤を脱退したため、ユニットとしてのメジャーデビューには至らなかった（hy4_4yhの略歴も参照）。
趣味はネイルアート、特技は水泳、バスケットボール。
兄が1人いる。

## 出演

### テレビドラマ
- 虹色定期便（2001年、NHK教育）しおり役（レギュラー）
- ハンチョウ〜神南署安積班〜 シリーズ1（2009年、TBS）第2話に出演

### その他のテレビ番組
- ダンスは一番（2003年、テレビ埼玉）レギュラー出演

### 舞台
- にごり江（1998年）

### ビデオ・DVD
- 悲しみは消えない（埼玉県警察安全講習ビデオ）